# Pyxicephalinae
A Pyxicephalinae a kétéltűek (Amphibia) osztályába és  a békák (Anura) rendjébe tartozó  alcsalád. Az alcsalád nemei korábban a valódi békafélék Ranidae osztályába tartoztak.

## Rendszerezés
A családba az alábbi nemek tartoznak:
- Aubria Boulenger, 1917
- Pyxicephalus Tschudi, 1838